# Élections régionales de 2021 à Drâa-Tafilalet

Carte de la région.

Les élections régionales à Drâa-Tafilalet se déroulent le 8 septembre 2021.

## Résultats

### Global
|                          | Rassemblement national des indépendants (RNI) | 150 561 | 31,54 | 14 | 3  |  |  |  |
|                          | Parti de l'Istiqlal (PI)                      | 75 470  | 15,81 | 8  | 1  |  |  |  |
|                          | Parti authenticité et modernité (PAM)         | 53 823  | 11,28 | 7  | 2  |  |  |  |
|                          | Mouvement populaire (MP)                      | 65 593  | 13,74 | 6  | 1  |  |  |  |
|                          | Union socialiste des forces populaires (USFP) | 40 496  | 8,48  | 4  | 4  |  |  |  |
|                          | Parti du progrès et du socialisme (PPS)       | 41 253  | 8,64  | 2  | 3  |  |  |  |
|                          | Parti de la justice et du développement (PJD) | 20 952  | 4,39  | 2  | 10 |  |  |  |
|                          | Mouvement démocratique et social (MDS)        | 12 436  | 2,61  | 2  | 2  |  |  |  |
|                          |                                               |         |       |    |    |  |  |  |
| Total                    | Total                                         | 477 307 | 100   |    |    |  |  |  |
| Abstentions              | Abstentions                                   | 293 911 | 38,11 |    |    |  |  |  |
| Inscrits / Participation | Inscrits / Participation                      | 771 218 | 61,89 |    |    |  |  |  |

### Par préfecture et province

#### Errachidia
| Parti                    | Parti                                                       | Suffrage | Suffrage | Sièges | Sièges |
| Parti                    | Parti                                                       | #        | %        | #      | %      |
| ------------------------ | ----------------------------------------------------------- | -------- | -------- | ------ | ------ |
|                          | Rassemblement national des indépendants (RNI)               | 27 073   | 23,88    | 2      | 20,00  |
|                          | Parti de l'Istiqlal (PI)                                    | 16 611   | 14,65    | 2      | 20,00  |
|                          | Parti authenticité et modernité (PAM)                       | 14 688   | 12,96    | 2      | 20,00  |
|                          | Mouvement démocratique et social (MDS)                      | 10 633   | 10,67    | 2      | 20,00  |
|                          | Union socialiste des forces populaires (USFP)               | 12 102   | 10,24    | 1      | 10,00  |
|                          | Parti de la justice et du développement (PJD)               | 9 409    | 8,30     | 1      | 10,00  |
|                          | Parti du progrès et du socialisme (PPS)                     | 7 272    | 6,41     |        |        |
|                          | Mouvement populaire (MP)                                    | 7 101    | 6,26     |        |        |
|                          | Union constitutionnelle (UC)                                | 5 039    | 4,44     |        |        |
|                          | Front des forces démocratiques (FFD)                        | 1667     | 1,47     |        |        |
|                          | Parti socialiste unifié (PSU)                               | 314      | 0,28     |        |        |
|                          | Parti de la réforme et du développement (PRD)               | 268      | 0,24     |        |        |
|                          | Parti de l'environnement et du développement durable (PEDD) | 213      | 0,10     |        |        |
|                          |                                                             |          |          |        |        |
| Total                    | Total                                                       | 113 371  | 100,00   |        |        |
| Abstentions              | Abstentions                                                 | 79 765   | 41,30    |        |        |
| Inscrits / Participation | Inscrits / Participation                                    | 193 136  | 58,70    |        |        |

#### Midelt
| Parti                    | Parti                                         | Suffrage | Suffrage | Sièges | Sièges |
| Parti                    | Parti                                         | #        | %        | #      | %      |
| ------------------------ | --------------------------------------------- | -------- | -------- | ------ | ------ |
|                          | Rassemblement national des indépendants (RNI) | 30 692   | 35,93    | 3      | 37,50  |
|                          | Parti de l'Istiqlal (PI)                      | 23 161   | 27,12    | 2      | 25,00  |
|                          | Mouvement populaire (MP)                      | 19 750   | 23,12    | 2      | 25,00  |
|                          | Parti authenticité et modernité (PAM)         | 3 201    | 3,75     | 1      | 12,50  |
|                          | Union socialiste des forces populaires (USFP) | 3 033    | 3,55     |        |        |
|                          | Parti du progrès et du socialisme (PPS)       | 2 787    | 3,26     |        |        |
|                          | Parti de la justice et du développement (PJD) | 1 217    | 1,42     |        |        |
|                          | Parti de l'équité (PRE)                       | 592      | 0,69     |        |        |
|                          | Alliance de la fédération de gauche (AGD)     | 492      | 0,58     |        |        |
|                          | Parti de l'Espoir (PE)                        | 491      | 0,57     |        |        |
|                          |                                               |          |          |        |        |
| Total                    | Total                                         | 85 416   | 100,00   |        |        |
| Abstentions              | Abstentions                                   | 48 717   | 36,32    |        |        |
| Inscrits / Participation | Inscrits / Participation                      | 134 133  | 63,68    |        |        |

#### Ouarzazate
| Parti                    | Parti                                         | Suffrage | Suffrage | Sièges | Sièges |
| Parti                    | Parti                                         | #        | %        | #      | %      |
| ------------------------ | --------------------------------------------- | -------- | -------- | ------ | ------ |
|                          | Rassemblement national des indépendants (RNI) | 29 210   | 35,23    | 3      | 33,33  |
|                          | Mouvement populaire (MP)                      | 22 021   | 26,56    | 3      | 33,33  |
|                          | Parti authenticité et modernité (PAM)         | 13 617   | 16,42    | 2      | 22,22  |
|                          | Parti de l'Istiqlal (PI)                      | 6 376    | 7,69     | 1      | 11,11  |
|                          | Parti du progrès et du socialisme (PPS)       | 5 655    | 6,82     |        |        |
|                          | Parti de la justice et du développement (PJD) | 1 984    | 2,39     |        |        |
|                          | Union socialiste des forces populaires (USFP) | 937      | 1,13     |        |        |
|                          | Alliance de la fédération de gauche (AGD)     | 626      | 0,76     |        |        |
|                          | Union constitutionnelle (UC)                  | 574      | 0,69     |        |        |
|                          | Parti socialiste unifié (PSU)                 | 498      | 0,60     |        |        |
|                          | Parti des Néo-Démocrates (PND)                | 436      | 0,53     |        |        |
|                          | Mouvement démocratique et social (MDS)        | 334      | 0,40     |        |        |
|                          | Parti de l'unité et de la démocratie (PUD)    | 261      | 0,31     |        |        |
|                          | Parti de la renaissance (PAN)                 | 162      | 0,20     |        |        |
|                          | Front des forces démocratiques (FFD)          | 85       | 0,10     |        |        |
|                          | Parti vert marocain (PVM)                     | 71       | 0,09     |        |        |
|                          | Parti du centre social (PCS)                  | 62       | 0,07     |        |        |
|                          |                                               |          |          |        |        |
| Total                    | Total                                         | 82 909   | 100,00   |        |        |
| Abstentions              | Abstentions                                   | 53 074   | 39,03    |        |        |
| Inscrits / Participation | Inscrits / Participation                      | 135 983  | 60,97    |        |        |

#### Tinghir
| Parti                    | Parti                                         | Suffrage | Suffrage | Sièges | Sièges |
| Parti                    | Parti                                         | #        | %        | #      | %      |
| ------------------------ | --------------------------------------------- | -------- | -------- | ------ | ------ |
|                          | Rassemblement national des indépendants (RNI) | 38 585   | 37,98    | 3      | 33,33  |
|                          | Parti authenticité et modernité (PAM)         | 18 950   | 18,65    | 2      | 22,22  |
|                          | Parti du progrès et du socialisme (PPS)       | 21 086   | 20,75    | 2      | 22,22  |
|                          | Parti de l'Istiqlal (PI)                      | 8 567    | 8,43     | 1      | 11,11  |
|                          | Union socialiste des forces populaires (USFP) | 4 495    | 4,42     | 1      | 11,11  |
|                          | Mouvement populaire (MP)                      | 4 104    | 4,04     |        |        |
|                          | Parti de la justice et du développement (PJD) | 3 838    | 3,78     |        |        |
|                          | Union constitutionnelle (UC)                  | 1 365    | 1,34     |        |        |
|                          | Parti socialiste unifié (PSU)                 | 608      | 0,60     |        |        |
|                          |                                               |          |          |        |        |
| Total                    | Total                                         | 101 598  | 100,00   |        |        |
| Abstentions              | Abstentions                                   | 61 063   | 37,54    |        |        |
| Inscrits / Participation | Inscrits / Participation                      | 162 661  | 62,46    |        |        |

#### Zagora
| Parti                    | Parti                                         | Suffrage | Suffrage | Sièges | Sièges |
| Parti                    | Parti                                         | #        | %        | #      | %      |
| ------------------------ | --------------------------------------------- | -------- | -------- | ------ | ------ |
|                          | Rassemblement national des indépendants (RNI) | 25 001   | 26,59    | 3      | 33,33  |
|                          | Parti de l'Istiqlal (PI)                      | 20 755   | 22,08    | 2      | 22,22  |
|                          | Union socialiste des forces populaires (USFP) | 20 417   | 21,72    | 2      | 22,22  |
|                          | Mouvement populaire (MP)                      | 12 617   | 13,42    | 1      | 11,11  |
|                          | Parti de la justice et du développement (PJD) | 4 504    | 4,79     | 1      | 11,11  |
|                          | Parti du progrès et du socialisme (PPS)       | 4 453    | 4,74     |        |        |
|                          | Parti authenticité et modernité (PAM)         | 3 367    | 3,58     |        |        |
|                          | Parti des Néo-Démocrates (PND)                | 2 170    | 2,31     |        |        |
|                          | Parti de la réforme et du développement (PRD) | 380      | 0,40     |        |        |
|                          | Parti du centre social (PCS)                  | 213      | 0,23     |        |        |
|                          | Union constitutionnelle (UC)                  | 136      | 0,14     |        |        |
|                          |                                               |          |          |        |        |
| Total                    | Total                                         | 94 013   | 100,00   |        |        |
| Abstentions              | Abstentions                                   | 51 248   | 35,28    |        |        |
| Inscrits / Participation | Inscrits / Participation                      | 145 261  | 64,72    |        |        |

### Répartition des sièges
| Parti | Parti | Errachidia | Tinghir | Zagora | Midelt | Ouarzazate | Total |
| ----- | ----- | ---------- | ------- | ------ | ------ | ---------- | ----- |
|       | RNI   | 2          | 3       | 3      | 3      | 3          | 14    |
|       | PI    | 2          | 1       | 2      | 2      | 1          | 8     |
|       | PAM   | 2          | 2       |        | 1      | 2          | 7     |
|       | MP    |            |         | 1      | 2      | 3          | 6     |
|       | USFP  | 1          | 1       | 2      |        |            | 4     |
|       | PJD   | 1          |         | 1      |        |            | 2     |
|       | MDS   | 2          |         |        |        |            | 2     |
|       | PPS   |            | 2       |        |        |            | 2     |